# Hase-Insel und Hase-Altarm
Koordinaten: 52° 41′ 55″ N, 7° 22′ 48″ O
Hase-Insel und Hase-Altarm ist ein ehemaliges Naturschutzgebietes in der niedersächsischen Stadt Haselünne im Landkreis Emsland.
Das Naturschutzgebiet mit dem Kennzeichen NSG WE 036 war 13,6 Hektar groß. Es war Bestandteil des FFH-Gebietes „Untere Haseniederung“. Das Gebiet stand seit dem 13. Januar 1940 unter Naturschutz. Zum 1. Juli 2017 ging es im neu ausgewiesenen Naturschutzgebiet „Natura 2000–Naturschutzgebiet in der unteren Haseniederung“ auf. Zuständige untere Naturschutzbehörde war der Landkreis Emsland. 
Das ehemalige Naturschutzgebiet liegt östlich des Meppener Ortsteils Bokeloh im Niederungsgebiet der Hase. Es wird von einem 900 Meter langen Altarm der Hase gebildet. Die vom Altarm umgebene Halbinsel ist überwiegend mit Stieleichen bestanden. Der Altarm weist eine recht reichhaltige Schwimmblattvegetation auf. Im Naturschutzgebiet ist auch ein 10 Meter hoher Prallhang zu finden.